# Aichatou Ousmane Issaka
Aichatou Ousmane Issaka är en av de första kvinnorna i Nigers armé.
Aichatou Ousmane Issaka blev 1996 en av de första kvinnorna att gå med i Nigers armé och hon har tjänstgjort i Diffa, där Boko Haram terroriserar lokalbefolkningen. Hennes arbete inom armén har också inneburit att utbilda fler kvinnor till militära positioner och att samarbeta med civila för att skapa och bibehålla fred i landet. Hon har tjänstgjort i Mali genom fredsbevarande styrka från FN (2014-2015) och arbetar vid ett militärsjukhus i Niamey. 
År 2017 tilldelades hon International Women of Courage Award.  